# Holitna River
Der Holitna River ist ein rund 180 Kilometer langer linker Nebenfluss des Kuskokwim River im südwestlichen Interior des US-Bundesstaats Alaska.

## Verlauf
Der Fluss entsteht aus dem Zusammenfluss von Kogrukluk River (links) und Shotgun Creek (rechts) nördlich des Wood-Tikchik State Parks. Er fließt nordwärts bis zur Mündung in den Kuskokwim River, zwei Kilometer südlich von Sleetmute.

## Name
Als Bezeichnung der Ureinwohner Alaskas für den Fluss wurde 1829 von Leutnant Sarichew „Khulitnak“ aufgezeichnet. Von Leutnant Lawrenti Alexejewitsch Sagoskin von der Kaiserlich Russischen Marine ist aus den Jahren 1842/44 die Schreibweise „Khulitnak“ überliefert und W. S. Post vom United States Geological Survey notierte 1898 „Holitnuk“.